# تورمايور

علم بلدية تورمايور

بلدية تورمايور (بالإسبانية: Torremayor)‏, هي إحدى بلديات مقاطعة بطليوس, التي تقع في منطقة إكستريمادورا, والتي تقع في غرب إسبانيا.
يبلغ عدد سكانها 1.044 نسمة وفقاً لإحصائية سنة (2002).